# Abacab
Abacab is het elfde studioalbum van de Engelse band Genesis. Het album werd uitgebracht in 1981 en was het eerste album dat in hun eigen studio werd opgenomen. Er werden drie singles van getrokken; naast het titelnummer waren dat Keep it dark waarvan de clip in Nederland werd opgenomen en No reply at all waarop de blazerssectie van Earth, Wind & Fire meespeelde.  Abacab was het eerste album dat door Genesis zelf werd geproduceerd, de aansluitende tour zorgt voor verdeling onder de fans. De ene helft van het publiek houdt meer van de oudere nummers (grootste invloed Banks) en de andere kan de meer nieuwe nummers (grootste invloed Collins) waarderen. In sommige steden waar gespeeld wordt, wordt Genesis tot hun eigen verbazing uitgefloten; zo ook in Leiden, Groenoordhallen. Grootste boosdoener is de track Who dunnit?.
De LP Abacab wordt uitgebracht in 4 verschillende versies; de kleurvlakken verschuiven steeds.

## Tracks
| 1.                 | Abacab            | 7:02 |
| 2.                 | No Reply At All   | 4:41 |
| 3.                 | Me And Sarah Jane | 6:00 |
| 4.                 | Keep It Dark      | 4:34 |
| 5.                 | Dodo / Lurker     | 7:20 |
| 6.                 | Who Dunnit?       | 3:22 |
| 7.                 | Man On The Corner | 4:27 |
| 8.                 | Like It Or Not    | 4:58 |
| 9.                 | Another Record    | 4:30 |
| Totale duur: 47:10 |                   |      |

## Bezetting
- Tony Banks : keyboards
- Mike Rutherford : gitaar, basgitaar
- Phil Collins : zang, drums

## Overige informatie
- Opnamestudio: The Farm, Surrey

From Genesis to Revelation · Trespass · Nursery Cryme · Foxtrot · Live · Selling England by the Pound · The Lamb Lies Down on Broadway · A Trick of the Tail · Wind & Wuthering · Seconds Out · ...And then there were three... · Duke · Abacab · Three Sides Live · Genesis · Invisible Touch · We Can't Dance ·  The way we walk volume one, the shorts · The way we walk volume two, the longs · Calling All Stations · Turn It On Again · Genesis Live over Europe